# Gouy-sous-Bellonne
Gouy-sous-Bellonne är en kommun i departementet Pas-de-Calais i regionen Hauts-de-France i norra Frankrike. Kommunen ligger i kantonen Vitry-en-Artois som tillhör arrondissementet Arras. År 2022 hade Gouy-sous-Bellonne 1 394 invånare.

## Befolkningsutveckling
Antalet invånare i kommunen Gouy-sous-Bellonne
| Referens: INSEE |